# Sekaninaite
La sekaninaite (simbolo IMA: Skn) è un raro minerale appartenente alla famiglia dei "silicati" con composizione chimica Fe2+2Al4Si5O18.
Strutturalmente appartiene ai ciclosilicati.

## Etimologia e storia
La sekaninaite è stata chiamata in questo modo in onore di Josef Sekanina (1901 - 1986), mineralogista ceco che per primo trovò il minerale.

## Classificazione
La classica nona edizione della sistematica dei minerali di Strunz, aggiornata dall'Associazione Mineralogica Internazionale (IMA) fino al 2009, elenca la sekaninaite nella classe "9. Silicati (germanati)" e nella sottoclasse "9.C Ciclosilicati"; questa viene ulteriormente suddivisa in base alla struttura cristallina del minerale in modo tale che la sekaninaite possa essere trovata nella sezione "9.CJ [Si6O18]12- anelli singoli con 6 membri (sei anelli singoli), senza anioni complessi isolati" dove insieme alla cordierite forma il sistema nº 9.CJ.10.
Tale classificazione viene mantenuta anche nell'edizione successiva, proseguita dal database "mindat.org" e chiamata Classificazione Strunz-mindat.
Nella Sistematica dei lapis (Lapis-Systematik) di Stefan Weiß la sekaninaite si trova nella classe dei "silicati" e nella sottoclasse dei "ciclosilicati"; qui è nella sezione degli "anelli a sei membri [Si6O18]12-" dove forma il sistema nº VIII/E.12 insieme a bazzite, berillo, bunnoite, cordierite, ferroindialite, indialite, pezzottaite e stoppaniite.
Anche la classificazione dei minerali secondo Dana, usata principalmente nel mondo anglosassone, elenca la sekaninaite nella famiglia dei "silicati"; qui è nella classe dei "ciclosilicati: anelli a sei elementi" e nella sottoclasse dei "ciclosilicati: anelli a sei elementi con anelli sostituiti con Al", dove forma il "gruppo della cordierite" insieme alla cordierite.

## Abito cristallino
La sekaninaite cristallizza nel sistema ortorombico nel gruppo spaziale Cccm (gruppo nº 66) con costanti di reticolo a = 17,230(5) Å, b = 9,835(3) Å e c = 9,314(3) Å, oltre ad avere 4 unità di formula per cella unitaria.

## Origine e giacitura
La sekaninaite è stata ritrovata nella zona albitica delle pegmatiti in granuliti e gneiss (per campioni di minerale provenienti da Dolnì Bory presso Bory, Repubblica Ceca), oppure si presenta in argilla di bauxite con l'aureola di contatto entro una roccia intrusiva (per campioni trovati nell'isola di Rathlin (Irlanda del Nord); la paragenesi è con albite e quarzo.
Il minerale è piuttosto raro ed è stato trovato a Dolnì Bory presso Bory (località tipo), oltre che a Hostomice e Drahonín, tutte in Repubblica Ceca.
In Italia ci sono stati ritrovamenti presso Baveno (Piemonte); Arbus (Sardegna); Campo nell'Elba (Toscana).
Altri siti per la sekaninaite sono: Lappeenranta e Kimitoön (Finlandia); Filipstad (Svezia); Klöch (Austria); Winklarn, Schutzbach ed Ettringen (Germania); nel distretto di Jawor (Polonia); a Fintice e Vechec (Slovacchia); sull'isola Rathlin (Irlanda del Nord).
Al di fuori dell'Europa il minerale è stato segnalato in alcuni siti del Giappone, in Mongolia, Stati Uniti, Russia e Perù.

## Forma in cui si presenta in natura
La sekaninaite ha l'aspetto di cristalli poco sviluppati di dimensioni fino a 60-70 cm, da trasparenti a traslucidi con minerali vitrea; il loro colore va dal grigio-blu al blu-violetto e il colore del loro striscio è bianco.